# Spalona forsa
Spalona forsa (hiszp. Plata quemada) – film fabularny z 2000 roku w reżyserii Marcelo Piñeyro wyprodukowany w koprodukcji hiszpańsko-francusko-argentyńsko-urugwajskiej. Zdjęcia kręcono w Buenos Aires i Montevideo.

## Obsada
- Leonardo Sbaraglia – El Nene
- Eduardo Noriega – Ángel
- Pablo Echarri – El Cuervo
- Leticia Brédice – Giselle
- Ricardo Bartis – Fontana
- Dolores Fonzi – Vivi
- Carlos Roffé – Nando
- Daniel Valenzuela – Tabaré
- Héctor Alterio – Losardo
- Claudio Rissi – Relator
- Luis Ziembrowsky – Florian Barrios
- Harry Havilio – Carlos Tulian
- Roberto Vallejos – Parisi